# (36397) 2000 OL44
2000 OL44 (asteroide 36397) é um asteroide da cintura principal. Possui uma excentricidade de 0.17730820 e uma inclinação de 15.26090º.
Este asteroide foi descoberto no dia 30 de julho de 2000 por LINEAR em Socorro.